# Pedro Uriarte
Pedro Uriarte (Valparaíso, 1805 - Perú, 1834) fue un militar chileno que participó activamente en la Guerra de Independencia de Chile y en todo el periodo conocido como de Organización de la República.
Estudió en la Escuela Militar, en Santiago. En 1818, siendo cadete, se batió en la Batalla de Maipú, hecho que selló la Independencia del país. Mezclado con la guerra civil chilena de 1829-1830, fue proscrito a Inglaterra, por defender la causa pipiola, en particular en Coquimbo, lugar en el que resistió junto al militar francés Benjamín Viel. En 1832 recorrió México y en 1833 se radicó en Perú.
- Datos: Q6070283